# Nokia 8600 Luna
Nokia 8600 Luna este un telefon mobil premium produs de compania Nokia. Carcasa este construită din oțel inoxidabil și capac din sticlă.Partea din față este lucios și este făcut din sticlă șlefuită, tastatura numerică este acoperită cu o sticlă de semi-închisă vizibilă. Din păcate, amprentele digitale de multe apar atunci când atingeți tastatura.

## Caracteristici
- Cameră de 2 megapixeli
- Suport card MicroSD
- Bluetooth 2.0 cu A2DP
- micro-USB
- Radio FM
- Java MIDP 2.0
- Ecran TFT de 2.0 inchi
- MP3/AAC/AAC+ player